# فول سوداني ديوغوي
فول سوداني ديوغوي (الاسم العلمي: Arachis diogoi)، هي عشبة معمرة توجد في إفريقيا والمحيط الهندي وأمريكا الجنوبية. يُستشهد بهذا النبات بوصفه مصدر جيني للبحث في حِياوة نبات الفول السوداني (Arachis Hypogaea).